# Vnitřní Město (Český Krumlov)
Vnitřní Město je historická část města Český Krumlov v okrese Český Krumlov, která je zcela obklopena meandrem Vltavy. S ostatními částmi města je propojena několika mosty – Lazebnickým se čtvrtí Latrán, Dr. Edvarda Beneše se čtvrtí Plešivec a jedním mostem i se čtvrtí Horní Brána. Důležitým spojením pro centrum města je i tzv. Jelení lávka, která je spojuje s Jelení zahradou.
Je zde evidováno 171 adres. Trvale zde žije 412 obyvatel.
Vnitřní Město leží v katastrálním území Český Krumlov o výměře 9,72 km2.

## Název
V minulosti se pro označení města v zákrutu Vltavy užívalo mnoha názvů, nejčastěji pak Staré město (Altstadt), aby se dalo do protikladu k dříve samostatnému městu Latrán a také ke čtvrti Neustadt (Nové město).

## Dějiny do roku 1555

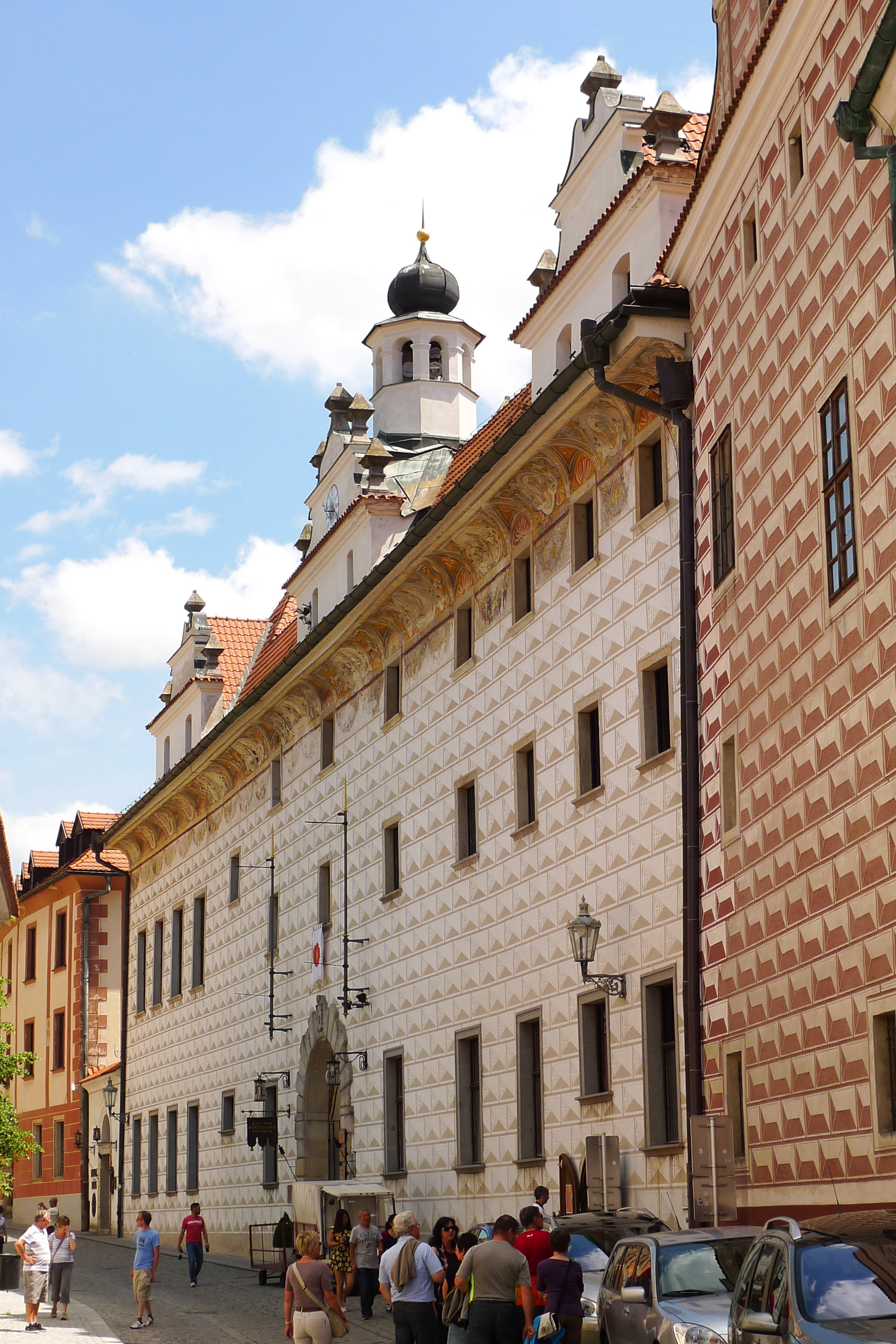
Někdejší jezuitská kolej

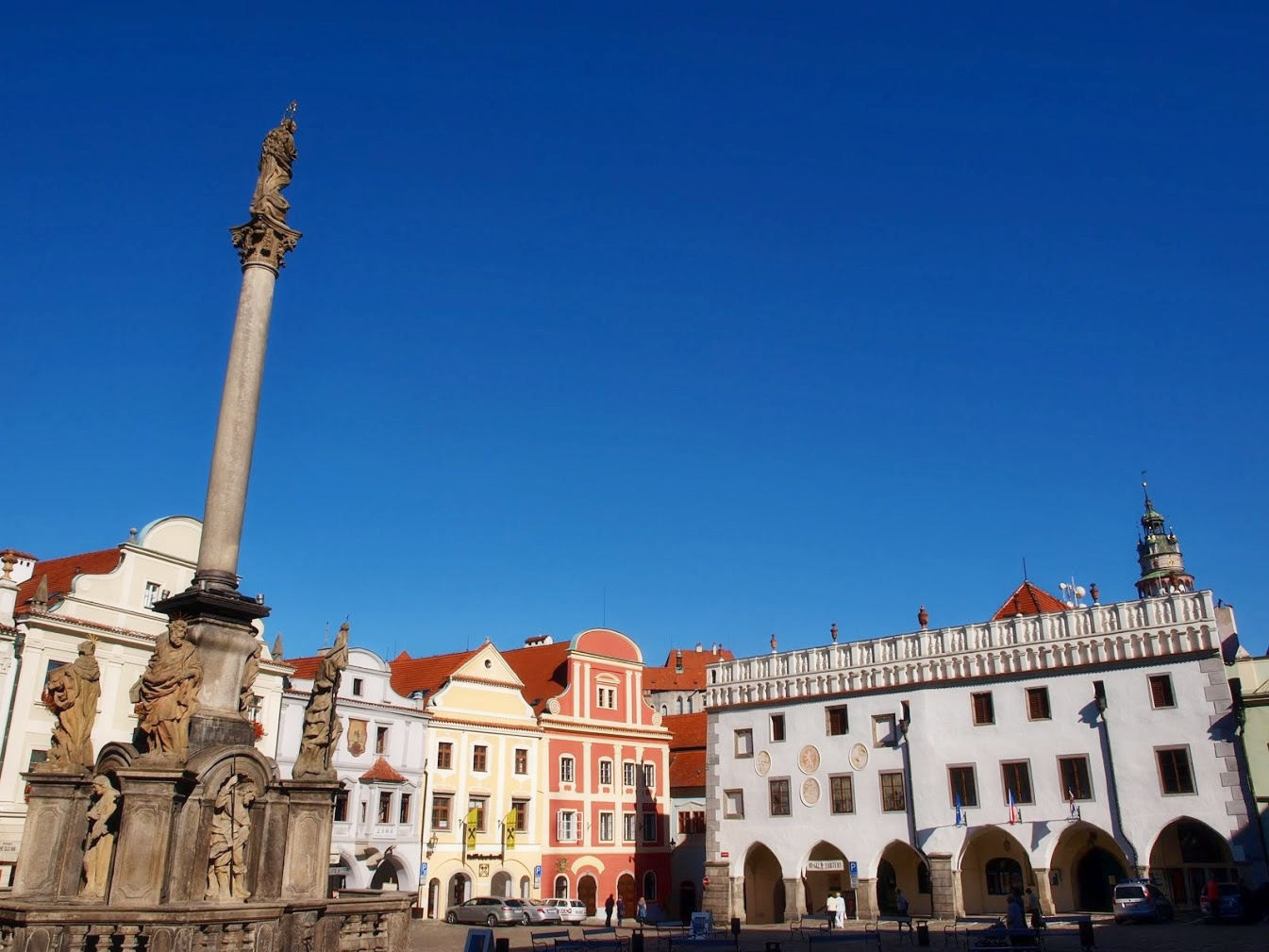
Náměstí Svornosti a morový sloup s kašnou

V pravěku byla hlavní střediska lidského osídlení na území dnešního města soustředěna na skalnatý ostroh, kde se dnes nachází krumlovský zámek, a po několik desítek tisíc let především na tzv. Novém městě. Bezprostřední okolí tak bylo osídleno jak lidmi neolitickými, tak i například za laténské kultury historickými Kelty.
Vzhledem ke stavebnímu vytížení historického centra ve středověku se však podařilo získat jen minimum důkazů o osídlení centra před samotným založením hradu na ostrohu Vítkem II. starším. O založení města na zelené louce ve středověku svědčí mimo jiné i čtvercový půdorys náměstí a systém ulic a opevnění.
Město je poprvé písemně doloženo v roce 1274 a od roku 1309 je již nazýváno městem. Již od samého počátku existence vedle sebe žili čeští a němečtí osadníci. V době vlády Rožmberků, za jejichž vlády se město stalo centrem tzv. Rožmberského dominia a zažilo nebývalý kulturní, obchodní a samozřejmě i stavební rozmach, bylo město řízeno tzv. Velkou radou. Ta se skládala z 12 volených městských konšelů, kteří pak ze svého středu volili i nejvyššího purkmistra.
Od vzniku hradu se vedle sebe bezprostředně nacházela dvě samostatná města – Staré město, dnešní Vnitřní město, a Latrán, dnešní stejnojmenná čtvrť. Mezi těmito dvěma městy panovala velká rivalita týkající se předeveším práv, obchodu a poplatků. V roce 1555 rozhodl Vilém z Rožmberka o propojení obou měst do jediného.

## Památky
Celá čtvrť je tvořena velmi cennými stavbami gotického a renesančního charakteru. Mezi hlavní dominanty čtvrti patří
- kostel sv. Víta
- městská renesanční radnice
- jezuitská kolej
- Městské opevnění
- Vlašský dvůr
- Krčínův dům